# Velocitat radial
La velocitat radial és la velocitat d'un objecte respecte a la visual de l'observador.
La llum d'una estrella o de qualsevol altre objecte lluminós amb una velocitat radial prou elevada es veurà afectada per l'efecte Doppler, de forma que la longitud d'ona augmentarà per objectes que s'allunyen (desplaçament cap al roig) i disminuirà per objectes que s'aproximen (desplaçament cap al blau).
El seu càlcul es fa segons aquest efecte, per mitjà de l'anàlisi de les línies espectrals produïdes pels àtoms que componen l'objecte observat, utilitzant la fórmula següent:
{\displaystyle \ V_{r}={\frac {V_{l}(L-L_{0})}{L_{0}}}}
on:
{\displaystyle \ V_{r}} és la velocitat radial mesurada en kilòmetres per hora. 

{\displaystyle \ V_{l}} és la velocitat de la llum en kilòmetres per hora. 

{\displaystyle \ L} és la longitud d'ona de la línia espectral observada, mesurada en àngstroms. 

{\displaystyle \ L_{0}} és la longitud d'ona de la línia espectral en repòs, amidada en àngstroms.
Si la velocitat radial és negativa, l'objecte s'acosta a l'observador (desplaçament cap al blau); mentre que si és positiva suposa un allunyament de l'observador (desplaçament cap al roig).
En moltes estrelles binàries, el moviment orbital provoca variacions en la velocitat radial de diversos quilòmetres per segon. Com que l'espectre d'aquestes estrelles variarà per raó de l'efecte Doppler, s'anomenen binàries espectroscòpiques. Les mesures de la velocitat radial es poden utilitzar per a estimar la massa de les estrelles i alguns dels elements orbitals com l'excentricitat i el semieix major. El mateix mètode s'ha utilitzat per a descobrir planetes extrasolars.